# Casa Presei Libere
Casa Presei Libere (en español: Casa de la Prensa Libre), y originalmente conocido como Casa Scânteii, es un edificio situado en el norte de la ciudad de Bucarest, Rumania. El edificio el más grande de la capital rumana entre los años 1956 y 2007.

## Historia
El edificio fue construido entre 1952 y 1956 en el terreno donde anteriormente se encontraba un hipódromo que databa de 1905, pero que fue ordenado derribar por Gheorghe Gheorghiu-Dej para edificar el futuro Casa Presei Libere. El edificio fue llamado originalmente Complexul Casa Scânteii y, después, Casa Scânteii (nombre procedente de Scânteia, el periódico oficial del Partido Comunista Rumano).
El diseño de la construcción fue obra del arquitecto Horia Maicu, en un puro estilo realismo socialista soviético similar al del edificio de la Universidad Estatal de Moscú. El Estado socialista rumano tenía como objetivo albergar todas las imprentas de Bucarest, las salas de redacción y su personal.
Tiene una base de 280 x 260 m, una superficie construida total de 32.000 m² y un volumen de 735.000 m³. Su altura es de 91,6 metros sin la antena de televisión, que mide 12,4 metros, por lo que la altura total asciende a 104 metros.